# 12金鴨
《12金鴨》（英語：12 Golden Ducks）是2015年上映的一部香港賀歲喜劇電影。由鄒凱光擔任導演，並由吳君如領銜主演、創作及監製。於2015年2月19日大年初壹在香港、臺灣及新馬泰的華人區上映。《12金鴨》是壹部香港本土特色的喜劇電影，講述的是壹群提供“特殊服務”的男性從業者的故事。

## 劇情
昔日風靡壹眾女士的鴨界萬人迷張近萊Future（吳君如 飾）當年因受到感情重創，避走泰國頹廢過活。幸得好友魯老師（黃秋生 飾）的激勵，他決定回到香港，並找到健身教練Rocky（古天樂 飾）相助重練鋼條身型，誓要在鴨界重振雄風！ Future以真心待人，故也得到眾多貴人如安老院的媚姨（盧燕飾）、賣補藥的King哥（任達華 飾）、泰菜館老板鏈球（黃偉文 飾）、Poy及老鴨鵬於晏等人的相助。

## 演員表
- 如同前作一樣，吳君如飾演的Future在實際意義上是電影的唯一主演，而大多數明星演員客串了電影中的其他角色，其中以劉浩龍，姜皓文和蔡瀚億的戲份為多

| 演員   | 角色             | 介紹                          |
| 吳君如 | 張近萊（Future） | 為男性角色 吳君如女扮男裝     |
| 劉浩龍 | 陳守仁           | 張近萊之舊同學兼搭檔          |
| 姜皓文 | 狄偉             | 張近萊之搭檔                  |
| 蔡瀚億 | 流雲             | 張近萊之搭檔                  |
| 黃秋生 | 魯老師           | 張近萊之老師，現粵曲老師      |
| 古天樂 | Rocky（過兒）    | 健身教練，張近萊舊同學        |
| 盧海鵬 | 彭于晏（Eddie）  | 張近萊之同事                  |
| 彭于晏 | 彭于晏（Eddie）  |                               |
| 任達華 | 傾深             | 藥物推銷員，張近萊舊同學      |
| 王菀之 | Poy              | 鏈球嫂，鴨店老闆娘            |
| 盧燕   | 媚姨             | 張近萊的客人                  |
| 黃偉文 | 鏈球哥           | 鴨店老闆                      |
| 謝霆鋒 | 馬志堅           | 張近萊舊同學，並喜歡他        |
| 周柏豪 | Jamie            | 廚藝教師                      |
| 容祖兒 | 梁李笑茜         | 名媛                          |
| 薛凱琪 | OL               | 客人                          |
| 陳奕迅 | Kenji            | 髮型師，張近萊舊同學          |
| 梁洛施 | 總裁             | 流雲的客人                    |
| 郭子健 | 郭子健醫生       | 老千之男友                    |
| 陳妍希 | 淑芬             | 老千，張近萊曾經最愛          |
| 阮兆祥 | 梁能仁           | 梁李笑茜之夫                  |
| 盧覓雪 | 司徒秀秀         | 張近萊舊同學兼班長，臥底警察  |
| 李若彤 | 健身女           | 是Rocky的學員，被稱為「姑姑」 |
| 周秀娜 | Miss Chow        | 張近萊的高中老師              |
| 陸永   | 律師，媚姨代理人 |                               |
| 關楚耀 | 鴨店職員         |                               |
| 詩雅   |                  | 甜品學生                      |
| 許紹雄 | 張震             | 豬肉檔老闆，張近萊的父親      |
| 鄭欣宜 | Joyce            | 是Rocky的學員                 |
| 陳家樂 |                  |                               |
| 陳靜   | 潔兒             | 陳守仁前女友                  |
| 赵薇   | 青年媚姨         |                               |
| 鹿晗   | 鹿晗             |                               |
| 鄒凱光 |                  |                               |
| 葉偉信 |                  |                               |
| 李拾壹 |                  |                               |

## 外部連結
- 12金鴨的Facebook專頁
- Yahoo奇摩電影上《12金鴨》的資料（繁體中文）
- 開眼電影網上《12金鴨》的資料（繁體中文）
- 香港影庫上《12金鴨》的資料（繁體中文）
- 时光网上《12金鴨》的資料（简体中文）
- 豆瓣电影上《12金鴨》的資料 （简体中文）
- 互联网电影数据库（IMDb）上《12金鴨》的资料（英文）